# Larochemillay
Larochemillay település Franciaországban, Nièvre megyében. Lakosainak száma 228 fő (2022. január 1.). Larochemillay Glux-en-Glenne, Chiddes, Millay, Poil, Saint-Léger-sous-Beuvray és Villapourçon községekkel határos.

## Népesség
A település népességének változása:
| Lakosok száma | 252  | 233  | 238  | 231  | 231  | 231  | 229  | 229  | 228  |
|               | 2013 | 2015 | 2016 | 2017 | 2018 | 2019 | 2020 | 2021 | 2022 |